# 滿洲國皇帝退位詔書
《滿洲國皇帝退位詔書》是蘇聯進行八月風暴行動擊敗日本在中國東北的軍隊後，滿洲國皇帝溥儀于1945年8月17日午夜在通化大栗子沟礦山株式會社技工培養所（日语：礦山株式會社技工養成所，今吉林省臨江市大栗子街道溥仪宣诏退位纪念馆）內舉行退位儀式，宣讀的退位詔書，宣佈滿洲國政府解散，滿洲國正式滅亡。诏书由满洲国总理张景惠、满洲国总务长官武部六藏等人组织人员撰写。溥仪宣读后，由于无人保存或整理，诏书从此下落不明。由於溥儀退位儀式是在1945年8月17日午夜舉行，溥儀宣讀《退位詔書》，從而宣告滿洲國正式終結，儀式持續至8月18日凌晨零时30分結束，故滿洲國終結日期有8月18日和8月17日兩種說法。